# ASオリゾンテカターニア
ASオリゾンテカターニア（イタリア語: Associazione Sportiva Orizzonte Catania）は、イタリアの女子水球クラブ。シチリアのカターニアを拠点とする。

## 概要
1985年に設立された。イタリアの強豪クラブのひとつであり、1992年から2011年にかけて2007年を除いて、国内リーグで優勝した。1994年から2008年にかけて、LEN Women's Champions' Cup で8回優勝した。2011年は準優勝した。

## 獲得タイトル
- LEN Women's Champions' Cup
  - 1994, 1998, 2001, 2002, 2004, 2005, 2006, 2008
- Serie A
  - 1992, 1993, 1994, 1995, 1996, 1997, 1998, 1999, 2000, 2001, 2002, 2003, 2004, 2005, 2006, 2008, 2009, 2010, 2011, 2019, 2021